# Marija Stěpanovová
Marija Alexandrovna Stěpanovová (rusky Мари́я Алекса́ндровна Степа́нова; * 23. února 1979 Michajlovsk, Stavropolský kraj) je bývalá ruská basketbalistka, hrající především na postu pivota. S ruskou basketbalovou reprezentací žen získala dvakrát bronzovou medaili na olympijských hrách, v Athénách roku 2004 (zde byla nejužitečnější hráčkou celého turnaje) a v Pekingu roku 2008, dvě stříbrné medaile na mistrovství světa (1998, 2006) a třikrát s ní vyhrála mistrovství Evropy (2003, 2007, 2011). Na mistrovství Evropy 2005, kde Ruskám uzmuly vítězství Češky, byla vyhlášena nejužitečnější hráčkou. Na klubové úrovni dvakrát vyhrála Euroligu, nejprestižnější evropskou klubovou soutěž, v roce 2005 s CSKA Moskva, v roce 2013 s UGMK Jekatěrinburg. Třikrát byla Mezinárodní basketbalovou federací (FIBA) vyhlášena evropskou basketbalistkou roku (2005, 2006, 2008). Velkou výhodu jí poskytovala její výška 202 cm (velikost boty 48), která jí umožňovala dosahovat populárních košů zvaných slam dunk, v ženském basketbale ne tak obvyklých. Zajímavostí je, že tři roky působila v české lize, jako hráčka Gambrinusu Brno (1999–2002), s nímž také získala ve všech třech sezónách tři tituly mistra České republiky. Je též jedenáctinásobnou mistryní Ruska (1997, 2004, 2005, 2006, 2009, 2010, 2011, 2012, 2013, 2014, 2015). Krátce působila též v americké WNBA, v klubu Phoenix Mercury (1998–2001, 2005). V roce 2009 jí byla udělena Medaile za zásluhy o vlast. Vystudovala Akademii tělesné kultury v Petrohradě. Žije ve městě Tosno v Leningradské oblasti. Je vdaná za brankáře vodního póla Denise Zubova. Má s ním dva syny.